# Liesel von Schuch
Elisabeth Franziska von Schuch-Ganzel (Dresden (Saxònia), 12 de desembre, 1891 - Idem. 10 de gener, 1990), va ser una cantant d'òpera alemanya (soprano de coloratura).

## Biografia
Liesel von Schuch va créixer amb els seus pares, el director d'orquestra Ernst von Schuch i la cantant d'òpera Clementine Von Schuch-Proska, a Niederlößnitz (avui districte de Radebeul) a Schuchstrasse 15/17. Era germana de la soprano Käthe von Schuch  i del violoncel·lista Hans von Schuch.
Va debutar a La traviata com a Violetta a Wiesbaden el 1913. Soprano de coloratura com la seva mare, es va convertir en cantant a la "Òpera Royal Saxon Court", més tard cantant de cambra de Dresden i va ser membre permanent de l'Òpera Estatal de Saxònia fins al 1935. Fins al 1967 va treballar com a professora de cant a la Universitat de Música de Dresden.
Va actuar a Dresden i Viena, i a Dresden va fer actuacions en solitari a la "Frauenkirche", la "Kreuzkirche" i l'Església de cort catòlica.
L'any 1988, amb motiu del seu 97è aniversari, va ser nomenada ciutadana d'honor de Dresden. Al districte de Lockwitz va ser honrada amb el nom d'una Liesel-von-Schuch-Straße.
Estava casada amb el tinent comandant Wilhelm Ganzel. Junts van tenir un fill (Christian Schuch-Ganzel).
Va ser enterrada al cementiri de Radebeul-West prop dels seus pares.

## Representació de Liesel von Schuchs a les arts visuals
- Hanna Hausmann-Kohlmann: Liesel von Schuch (1948, silueta)[3]